# Milano Baseball 1946
Il Milano Baseball e Softball 1946 è una squadra di baseball e softball di Milano. Fondata, appunto, nel 1946, è la squadra più antica del baseball italiano. Disputò il suo primo campionato nella massima serie italiana nel 1948.
Dopo aver disputato la stagione 2008 in Serie A2, nel 2009 ha costituito la franchigia United con il Senago Baseball iscrivendo la squadra, con la nuova denominazione Senago Milano United, al campionato di Serie A federale 2010. Nel 2011, dopo aver esteso la franchigia al Novara, il Senago Milano United è stato ammesso alla Italian Baseball league in cui ha disputato la Seconda Divisione. Nel 2013, con l'uscita del Novara dalla franchigia milanese, il Senago Milano United è stato riammesso alla serie A federale. Nel 2017 la collaborazione di franchigia è stata temporaneamente sospesa e il Milano '46 è ripartito per la terza volta nella sua storia dalla serie C, conquistando immediatamente la promozione in B.

## Storia

Capuozzo, Neri e Moia alla Mediolanum nel 1992

### Baseball
Fondato il 20 settembre 1946, il Milano dà vita al primo incontro ufficiale del baseball italiano il 27 giugno 1948 allo stadio Giuriati, pareggiando 21-21 con gli Yankees Inter. Nel 1948 prende parte al primo campionato italiano ed è attualmente l'unica società partecipanti a quella prima edizione a essere ancora in attività. Il Milano '46 ha militato in serie A fino al 1955, poi due anni in serie B e il ritorno, dopo aver vinto il campionato cadetto, nella massima serie. L'anno successivo, con la denominazione CUS Milano, vince il primo scudetto: è il 1958. Gli altri sette tricolori sono datati 1960, 1961, 1962, 1966, 1967, 1968 e 1970. Nel 1967, oltre al campionato, vince anche la coppa Italia. È il periodo d'oro della grande Europhon, che porta al Milano anche tre importanti successi in campo internazionale: le Coppe dei Campioni vinte nel 1969, 1970 e 1971.
Le vicissitudini del Milano proseguono con alterne fortune negli anni Settanta e Ottanta, legate anche ad alcune “autoretrocessioni” per motivi economici, fino al secondo periodo di splendore legato all'inserimento della società nella Polisportiva Milan all'inizio degli anni Novanta. Arrivano così altre due coppe Italia (1990 e 1991), due coppe delle Coppe (1991 e 1992) e la prima edizione della Supercoppa Europea, vinta dai milanesi nel 1992. Chiusa l'epoca Mediolanum il Milano è costretto ad autoretrocedere in C nel 1994 per risalire faticosamente fino alla serie A1 riconquistata nel 1997. Il '98 è però l'ultimo anno di Milano sulla grande ribalta del baseball italiano (7º posto) ed europeo (finalista in coppa delle Coppe, sconfitto dal Neptunus Rotterdam).

La rosa del Milano '46 che ottenne il ritorno in A1 nel 1997

Dall'anno successivo infatti la squadra rossoblù torna a lottare nelle serie inferiori (B e A2), prima attraverso una fusione con l'Ares, quindi nuovamente da sola. Nel 2003 infatti il Milano Baseball 1946 rinuncia alla serie cadetta per motivi economici e decide di autoretrocedere, ripartendo dalla Serie C1, rifondando la società sotto la guida di Marco Giulianelli. Nel 2007 è promossa nella finale dei play-off di Serie B contro il Castenaso Baseball. E finalmente nel 2008 disputa la Serie A2, l'ultima volta era stato nel 2002. Dal 2009 al 2016 dà vita assieme al Senago alla franchigia United, collaborazione sospesa temporaneamente nel 2017, anno in cui la prima squadra del Milano '46 riparte dalla Serie C, conquistando immediatamente la promozione in B.
Alla fine del campionato 2020 il Milano '46 ottiene la promozione in serie A2, ma grazie alla riforma dei campionati voluta dalla Fibs e alla riunificazione della serie A, la squadra rossoblù si ritrova in prima serie dopo ben 23 anni. Arrivando però ultimo nel proprio girone sia nella prima fase sia nella seconda, viene subito retrocesso in serie B. Nel 2023 viene promosso nuovamente in A e nel 2024 si salva ottenendo un 4° posto nella poule salvezza.

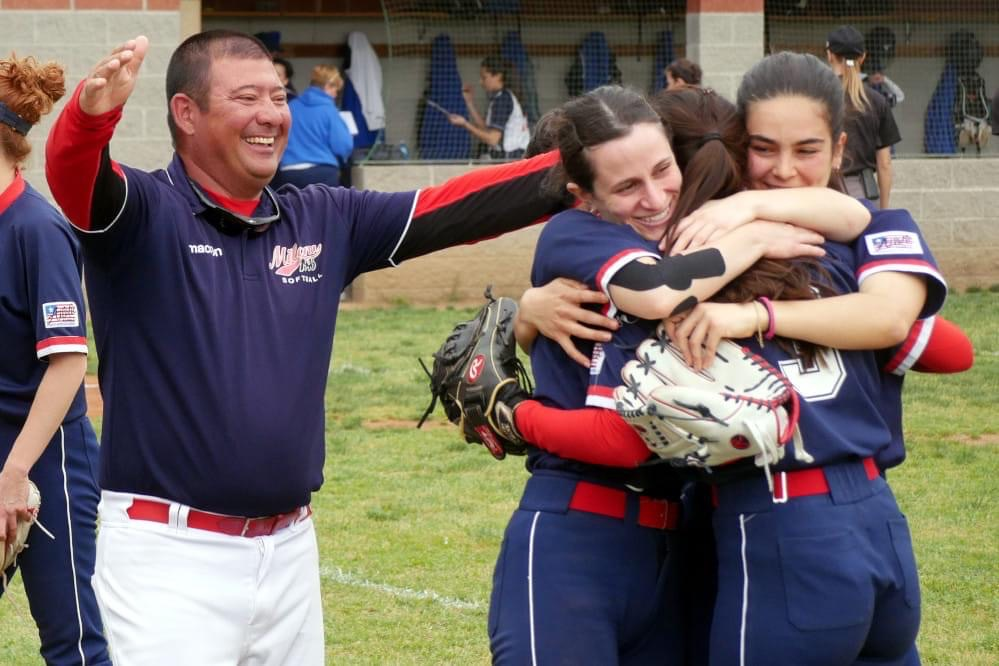

### Softball
Sul Kennedino del Milano 1946 le seniores hanno ripreso a giocare a softball nel 2019, in serie B.

I piazzamenti sono stati i seguenti:
- 2019: 2º nel girone Lombardia - Serie B
- 2020: 4º nel girone Lombardia - Serie B
- 2021: 2º nel girone Lombardia - Serie B
- 2022: 2º nel girone Lombardia - Serie B
- 2023: 2º nel girone Lombardia - Serie B
- 2024: 1º nel girone Lombardia - Serie B - Play-off per la promozione in A2: eliminazione nelle semifinali dall'Azzanese

## Franchigia United
La franchigia nata nel 2009, nel 2010 e 2011 ha accolto anche la squadra di Novara, ed è stata sospesa temporaneamente all'inizio della stagione 2017:
- Senago Baseball: ha partecipato al campionato di Serie A federale con la denominazione Senago Milano United
- Baseball Novara 2000: ha partecipato al campionato di Italian Baseball League con la denominazione Elettra Energia Novara 2000
- Rajo Rho: ha partecipato al campionato di Serie B federale
- Milano Baseball 1946: ha partecipato al campionato di Serie A federale con la denominazione Senago Milano United e al campionato di serie C con la seconda squadra

## Palmarès

### Trofei ufficiali

#### Nazionali
11 trofei
- Campionati italiani: 8

1958, 1960, 1961, 1962, 1966, 1967, 1968, 1970.
- Coppa Italia: 3

1967, 1990, 1991

#### Internazionali
6 trofei
- Coppa dei campioni: 3

1969, 1970, 1971
- Coppa delle Coppe: 2:

1991, 1992
- Supercoppa CEB: 1:

1992